# Charles Heywood
Charles Heywood, ameriški general marincev, * 3. oktober 1839, Waterville, Maine, ZDA, † 26. februar 1915, Washington, D.C. .

## Življenjepis
5. aprila 1858 se je pridružil Korpusu mornariške pehote Združenih držav Amerike kot poročnik. V tem letu je bil nameščen v marinski vojašnici Washington, D.C. in nato v Brooklynu (New York).
V času služenja v Brooklynu je sodeloval v zatrtju izgredov v Staten Islandu (New York). Nato je opravljal dolžnosti na USS Niagara, USS St. Louis, USS Aspinwall; januarja 1860 je odšel na USS Cumberland, ki je operirala v Vera Cruzu (Mehika); na krovu te ladje je sodeloval v uničenju norfolškega Navy Yarda med ameriško državljansko vojno.
Maja 1861 je sodeloval pri izkrcanju pri Hatteras Inlet ter nato pri zavzetju Fort Clarka in Fort Hatterasa. Med zimo 1861–1862 je sodeloval v več ekspedicijah vzdolž James River, med katerimi se je izkazal z izjemno predanostjo in pogumom.
Nato je bil premeščen na USS Hartford kot flotni marinski častnik Zahodnozalivskega svadrona. Naslednja zadolžitev je bila na kopnem v Pensacoli, nakar je bil spet premeščen na ladjo - USS Hartford, na kateri se je udeležil bitke za Mobile Bay.
Od 1865 do 1867 je bil na krovu več ladij kot flotni marinski častnik Evropskega oddelka in Severnoatlatskega skvadrona. V tem času je bil krajši čas v Washingtonu, Norfolku in Brooklynu. Novembra 1867 je postal poveljnik marinske vojašnice Washington, D.C.
Poleti 1877 je poveljeval marinskemu bataljonu med delavskimi izgredi v Baltimorju (Filadelfija) in Readingu (Pensilvanija). Naslednja leta je služil v vojašnicah Mare Island (Kalifornija) in Brooklyn.
Aprila 1885 je v 24 urah organiziral bataljon 250 marincev, ki so bili poslani v Panamo, kjer so nadzorovali izgradnjo kanala.
9. marca 1888 je bil povišan v podpolkovnika, 30. januarja 1891 pa je bil imenovan za polkovnika-komandanta Korpusa mornarnariške pehote ZDA. Po posebnem ukazu senata je bil sprva povišan v brigadnega generala in nato v generalmajorja.
V času njegovega mandata je povečal število pripadnikov korpusa iz 75 častnikov in 2.100 marincev na 278 častnikov in 7.532 marincev; izboljšal odnose s vojno mornarico ZDA, vzpostavil splošno preverjanje častnikov, ustanovil častniške šole, povečal število marinskih postojank iz 12 na 21, začel splošno prakso streljanja v tarče in ustanovil medalje za izjemno obnašanje. Zaradi njegovih sprememb je bil korpus pripravljen na špansko-ameriško vojno.
3. oktobra 1903 se je upokojil zaradi starostne omejitve. 26. februarja 1915 je umrl v Washingtonu, D.C. in bil pokopan na pokopališču Arlington.

## Napredovanja
- 5. april 1858 - poročnik
- maj 1861 - nadporočnik
- november 1861 - stotnik
- marec 1862 - poljski čin majorja
- 1864 - poljski čin podpolkovnika
- november 1867 - major
- 9. marec 1888 - podpolkovnik
- 30. januar 1891 - polkovnik
- marec 1899 - brigadni general
- julij 1902 - generalmajor